# Herbeuval
Herbeuval è un comune francese di 91 abitanti situato nel dipartimento delle Ardenne nella regione del Grand Est.

## Società

### Evoluzione demografica
Abitanti censiti